# Wydział Budownictwa i Inżynierii Środowiska Szkoły Głównej Gospodarstwa Wiejskiego w Warszawie
Wydział Budownictwa i Inżynierii Środowiska – wydział Szkoły Głównej Gospodarstwa Wiejskiego w Warszawie. 

## Opis
Zaczątkiem Wydziału Budownictwa i Inżynierii Środowiska było utworzenie w roku akademickim 1946/1947, z inicjatywy prof. Stanisława Turczynowicza Sekcji Melioracji, przy Wydziale Rolnym SGGW. Sekcja ta w roku 1948/1949 została przekształcona w Oddział Melioracji Wodnych, a następnie w roku 1950/1951 najpierw w Wydział Melioracji Rolnych, a w roku 1954/1955 w Wydział Melioracji Wodnych. Pod tą nazwą wydział działał do roku akademickiego 1989/1990, kiedy przekształcił się w Wydział Melioracji i Inżynierii Środowiska, a w 2000 r. zmienił nazwę na Wydział Inżynierii i Kształtowania Środowiska. 
Przez wiele lat wydział borykał się z trudnościami lokalowymi. Wykłady i ćwiczenia dla studentów odbywały się w pomieszczeniach zlokalizowanych w różnych punktach Warszawy. Dopiero w 1971 r. wydział przeniósł się do nowo wzniesionego budynku przy ul. Nowoursynowskiej 159. Zarówno Kierunek Budownictwo (w 2004 roku) jak i Inżynieria Środowiska (w 2007 roku) przeszły akredytację i uzyskały pozytywną ocenę Państwowej Komisji Akredytacyjnej. W 2010 roku infrastruktura Wydziału wzbogacona została o nowy budynek Centrum Wodnego – zespół laboratoriów wyposażonych w nowoczesny sprzęt badawczy. Do 31 grudnia 2010 działał pod nazwą Wydział Inżynierii i Kształtowania Środowiska. Wydział ma prawo do nadawania stopni doktora i doktora habilitowanego w dziedzinie nauk rolniczych w dyscyplinie ochrona i kształtowanie środowiska oraz w dziedzinie nauk technicznych w dyscyplinie budownictwo, co pozwala na kształcenie m.in. własnej kadry dydaktycznej i naukowej.

### Jednostki organizacyjne[2]
- Katedra Inżynierii Budowlanej[1]
- Katedra Geoinżynierii
- Katedra Inżynierii Wodnej[1]
- Katedra Kształtowania Środowiska
- Laboratorium – Centrum Wodne

## Władze

### Obecne[3]
- Dziekan
  - dr hab. inż. Eugeniusz Koda, prof. SGGW
- Prodziekani
  - dr hab. Jarosław Chormański, prof. SGGW – ds. Nauki i Współpracy Międzynarodowej
  - dr inż. Małgorzata Wdowska – ds. Dydaktyki (kierunki: Budownictwo, Inżynieria środowiska)
  - dr inż. Daniel Szejba – ds. Dydaktyki i Promocji (kierunki: Ochrona środowiska, Inżynieria i gospodarka wodna)
  - dr. inż. Janusz Urbański – ds. Dydaktyki i Rozwoju (studia niestacjonarne)